# Powódź w Prudniku (1977)
Powódź w Prudniku w 1977 – powódź, która nawiedziła Prudnik i okolice w dniach 21–22 sierpnia 1977, spowodowana obfitymi opadami deszczu.

## Przebieg wydarzeń
W dniach 2–8 sierpnia 1977 miała miejsce pierwsza, mała powódź w zlewni rzeki Prudnik. Od 18 sierpnia ponownie zaczął padać deszcz. Opady nasiliły się, przybierając formę „oberwania chmury” po południu 21 sierpnia. Na stacjach mierzenia opadów odnotowano wówczas wysokości: w Jarnołtówku – 61,5 mm, w Trzebinie – 80,7 mm, w Prudniku – 117 mm. Mniejsze opady odnotowano w stacjach w Głogówku, Głuchołazach, Nowym Świętowie, Wierzbięcicach, Ścinawie Małej i Korfantowie.
Rekordowy przepływ wody na rzece Prudnik miał miejsce po południu i wieczorem 21 sierpnia oraz rano 22 sierpnia. Gwałtowny przybór wody odnotowano na dopływach rzeki Prudnik, głównie na Potoczynie. 21 sierpnia o godzinie 16-tej został przekroczony stan alarmowy na wodowskazie w Prudniku. O godzinie 20-tej odnotowano najwyższy stan na tym wodowskazie w dotychczasowej historii – 476 cm. Część wody wystąpiła z koryta rzeki przy ul. Chrobrego i popłynęła ulicami Kolejową, Wiejską, Morcinka i Konopnickiej, wracając w koryto rzeki ok. pół kilometra dalej.
Przebieg powodzi był gwałtowny. „Trybuna Odrzańska” zamieściła wypowiedź gospodarza z Szybowic: „Wszystko to nie trwało dłużej niż 20 minut. Zanim zorientowałem się, że strumień przybiera, na podwórzu było już pełno wody. Wybiegłem na dwór żeby złapać kury i wypuścić świnie z chlewa.” Gospodyni dodała: „Gdy wychodziłam z obory porwało mnie i rzuciło na siatkę. Trzymając się jej, powolutku doszłam do domu sąsiadki. Nie zdążyłam wypuścić świń i poniosło je. Woda była tak wysoko, że popłynęły ponad ogrodzeniem klatek...” Ksiądz Marcin Bajer z Niemysłowic opisał powódź: „Niebo było wyjątkowo czarne. (...) W ciągu pół godziny ulewy, ludzie którzy weszli do kościoła nie mogli z niego wyjść. Potokiem i drogą szła wielka woda. Ludzie byli bezradni, nikt się tego nie spodziewał w to niedzielne piękne popołudnie. Poziom wody podnosił się coraz wyżej, woda przez okna wlewała się do domów zalewając podłogi, mebla i sprzęty. Panika ogarnęła ludzi, woda niosła gęsi, kury, kaczki, świnie. (...) To był biblijny potop na małą skalę. Wiele rodzin poniosło bardzo wielkie szkody i straty materialne.(...) Podobna klęska dotknęła Czyżowice, Prudnik, Szybowice. Droga do miasta była zamknięta. (...) Ręka Pańska nas dotknęła”.

## Skutki
Najbardziej ucierpiały Szybowice i Prudnik. Fala wezbraniowa znacznie uszkodziła wiadukt kolejowy w Prudniku przy ul. Słowiczej. W Szybowicach zginęła jedna osoba – kobieta wypasająca krowę na łące. Odnotowano straty w zwierzętach hodowlanych. Uszkodzone zostały budynki mieszkalne i gospodarcze w Szybowicach i Niemysłowicach. Woda zalała tkalnię, farbiarnię, magazyny przędzy i tkanin surowych Zakładów Przemysłu Bawełnianego „Frotex”. Pracownicy fabryki byli ewakuowani przez żołnierzy 45 Batalionu WOP.